# La storia della bambola abbandonata
La storia della bambola abbandonata è un testo teatrale - per bambini e per adulti - che Giorgio Strehler ha scritto ispirandosi ad Alfonso Sastre e a Bertolt Brecht.

## Descrizione
Giorgio Strehler ha preso spunto da un testo - scritto nel 1963 dal drammaturgo spagnolo antifranchista Alfonso Sastre - e si è anche ispirato alla parafrasi del giudizio di Salomone e al testo di Bertolt Brecht Il cerchio di gesso del Caucaso. Alla prima messa in scena, nella stagione 1976-1977, Luciano Damiani ha realizzato scene e costumi e Marise Flach ha curato i movimenti mimici. Allo spettacolo hanno partecipato attori adulti, attori-musicisti e 21 bambini, alunni di una scuola elementare di Milano. Il 6 gennaio 1977 lo spettacolo è stato trasmesso su RAI 2, in presa diretta dalla Piccola Scala di Milano.

### Trama
La fiaba si dipana su tre piani: il sogno, la narrazione e il ricordo. Un gruppo di bambini gioca sulla strada - col cerchio col pallone e alla cavallina - in una anonima periferia urbana, mentre una venditrice di palloncini racconta loro favole. Una ragazzina di famiglia ricca, Lolita, getta via sull'asfalto la sua vecchia bambola che i palloncini portano in cielo, ma che ricade poi per la pioggia, tra barattoli e scatole vuote e viene raccolta da Paca, figlia di una sguattera che se ne prende cura e con l'aiuto di un ciabattino la rimette in sesto. I bambini sognano la storia di Gruscia, una domestica che salva il figlio del governatore di una fiabesca città, abbandonato dalla madre-regina: a chi spetterà poi quel figlio? Un giudice orientale pone le due contendenti entro un cerchio di gesso, ed esse mimano un tiro al bambino conteso. Il sogno e il racconto qui si intrecciano. Lolita ha riconosciuto e reclama la sua bambola e uno straccivendolo-giudice deve decidere a chi spetta quel giocattolo: alla bambina che lo avuto per denaro, oppure all'altra bambina che lo ha amorevolmente raccolto e curato? Un primo giudizio dà ragione a Paca; ma un secondo, emanato dalla venditrice di palloncini-giudice, dà invece ragione a Lolita: l'ultima parola - il giudizio finale - spetta agli spettatori.

### Allestimento 1976-1977
Gli interpreti adulti erano: Cip Barcellini, Narcisa Bonati, Gianfranco Mauri, Liana Casartelli, Ottavio Fanfani, Bruno Bergonzi, Giovanni Bertocchi, Remo Emarten, Renato Sarti, Alessandro Roberti.

### Allestimenti successivi
Nella stagione 1994-95 lo spettacolo storico fu ripreso dal Piccolo Teatro di Milano e programmato in tutte le stagioni, fino al 1998. Una seconda ripresa, programmata a dieci anni dalla morte di Giorgio Strehler, nella stagione 2007-2008, ha avuto come interpreti adulti Riccardo Ballerini, Chiara Claudi, Francesco Guidi, Andrea Jonasson, Alberto Onofrietti e Camilla Zorzi.